# Curzay-sur-Vonne

Curzay-sur-Vonne este o comună în departamentul Vienne, Franța. În 2009 avea o populație de 463 de locuitori.